# اندیس دهنه سیاه
دهنه سیاه یک اندیس فلزی است که در حوالی روستای درونه در شهرستان بردسکن استان خراسان قرار دارد و مادهٔ معدنی موجود در آن، مس است.